# Таманський 1-й козачий полк
1-й Таманський генерала Безкровного полк Кубанського козачого війська
- Старшинство - 14 грудень 1788 р
- Полкове свято - спільне з військом.

## Формування полку
14 січня 1788 року із колишніх запорожців засновано Військо вірних козаків Чорноморських і їм було дозволено оселитися на Тамані. 13 листопада 1802 в цьому війську визначено мати по десять кінних і піших полків. 1 липня 1842 року піші полки були перетворені в батальйони, причому від Таманського округу призначені піші батальйони №1-й, 4-й і 7-й і кінні полки № 1-й, 4-й, 7-й і 10-й. 17 лютого 1862 р. сформований Адагумський кінний полк Кубанського війська. 
1 серпня 1870 року із 1-го полку, Адагумського кінного полку і 4-го батальйону сформований один трьохкомплектний 1-й полк, названий Таманським. 24 червня 1882 року полк переформовано на три окремі полки, причому один був залишений першочерговим, а два інших розпущені на пільгу, зі збереженням у першочерговому полку імені Таманський полк Кубанського козачого війська. 
24 грудня 1884 р. - видано штандарт зразка 1883 р. Полотнище і облямівка червоні, шиття срібне. На лицьовій стороні Андрій Первозванний. Напис на прапорі: "а отличіе въ войны съ Персіею и Турціею въ 1827, 1828 и 1829 / годахъ и за штурмъ кръпости / Геокъ-Тепе 12го Января 1881 года". Прапор мав срібне вістря зразка 1883 року і чорне древко. 
Старшинство полку вважається з 14 січня 1788 року, полкове свято - 30 серпня. 
26 серпня 1904 роки для збереження імені генерала Безкровного у військах полк був названий 1-й Таманський генерала Безкровного полк Кубанського козачого війська. 

У складі Закаспійській козачої бригади, з 09.1915 р. в Зведено-козачій дивізії, а потім в 5-й Кавказькій козачій дивізії. Квартира с.Каші (07.1914). 4 (17) .09.1914 - в складі бригади прибув в Маков. Брав участь у бойових діях у складі Кавказької армії. 19(01).10(11).1914 - в складі бригади перейшов кордон з Туреччиною, рухався на Баязет. Весною 1915 - в складі Араратського загону генерала Миколаєва. Загін почав рух на р. Ван. 09.1915 - в складі бригади перекинутий в район Дустаха на лівому березі Євфрату. 8(21).06.1916 - в складі бригади дивізії зайняв с. Юхоон-Лорі, залишене турками без бою. 
07.1917 - в складі дивізії переведений до Фінляндії. 12.1917 - в складі дивізії повернувся на Кубань. 06.1918 - відновлений в складі Добровольчої армії.

## Кампанії полку
Полк брав участь в Кавказькій війні, Туркестанських походах, Російсько-турецькій війні 1877-1878 років і Першій світовій війні. 

## Відзнаки полку
- Полковий Георгіївський штандарт з написом «За відзнаку у війні з Персією і Туреччиною в 1827, 1828 і 1829 роках і за штурм фортеці Геок-Тепе 12 січня 1881 року», подарований 4 червня 1882 р.
- Відзнаки на головні убори «За відзнаку при підкоренні Західного Кавказу 1864 року», подаровані 20 липня 1865 року.

## Командири полку
- 09.01.1871 - 24.03.1879 - полковник Єсаулов Андрій
- 18.03.1880 - 13.12.1881 - полковник Арцишевський Адольф
- 27.01.1882 - 10.03.1883 - підполковник Васильчиков Василь
- 28.02.1886 - 16.04.1891 полковник С.П.Завгородний
- 18.05.1891 - 02.08.1892 полковник М. Кухаренко
- 21.09.1892 - 01.11.1893 полковник Н.Тихонов
- 01.11.1893 - 27.01.1899 полковник А.Флейшер
- 27.03.1899 - 23.10.1903 полковник И.П.Гайтов
- 06.11.1903 — 01.05.1906 — полковник Рубан Павло
- 01.05.1906 — 30.08.1910 — полковник Султан-Герай Аслан
- 01.09.1910 — 31.03.1911 — полковник Рафалович Александр
- 30.05.1911 — 27.08.1913 — полковник Филимонов Федір
- 13.09.1913 — 05.05.1916 — полковник Перепеловський Олександр
- 10.05.1916 — 27.09.1916 — полковник Кравченко Антон
- 07.12.1916 - полковник П. Беломестнов